# River Rouge (Detroit River)
Der River Rouge, auch Rouge River genannt, ist ein Fluss im Südosten Michigans, Vereinigte Staaten.
Er hat eine Länge von etwa 203 Kilometern und unterteilt sich in vier Arme: den eigentlichen Rouge River (Main), sowie dem Upper-, Middle- und Lower- die jeweils von Westen zufließen. Der Fluss hat ein Wassereinzugsgebiet von etwa 1200 Quadratkilometern.

## Verlauf
Der eigentliche River Rouge entspringt in Rochester Hills, Upper River Rouge in Farmington Hills, Middle River Rouge in Northville und Lower River Rouge in Superior Township in Washtenaw County. Der Upper River Rouge fließt in den Hauptstrom in Detroit, östlich von Redford Township, der Middle Rouge kommt an der Nordgrenze von Dearborn hinzu, und der Lower Rouge mischt seine Wässer etwa drei Kilometer stromabwärts hinzu. Weitere größere Städte am Fluss sind Dearborn, Dearborn Heights, Southfield, Rochester Hills. Nachdem der Fluss die Stadt River Rouge durchquert hat, mündet er in den Detroit River. Er durchfließt dabei hauptsächlich Oakland County und Wayne County.

## Nutzung
Im Bereich Dearborn wird der Fluss unter anderem zur Elektrizitätsversorgung des dort liegenden Ford River Rouge Complexes genutzt. Aufgrund der starken Industrialisierung am Unterlauf des Flusses war die Wasserqualität in diesem Bereich stark beeinträchtigt.
Die Mündung des Flusses wurde für die Schifffahrt durch das United States Army Corps of Engineers verändert und ausgebaggert. Mit Schadstoffen kontaminiertes Erdreich wurde auf Grassy Island in der Nähe der Flussmündung aufgeschüttet.
Seit 1992 gibt es eine Initiative, das sogenannte Rouge River Project, welche die Wasserqualität wieder deutlich zu verbessern versucht.